# Axleben
Axleben genannt Magnus, auch von Magnus genannt von Axleben, ist der Name eines schlesischen Uradelsgeschlechts. Es ist zu unterscheiden von dem preußischen Adelsgeschlecht Magnus.

## Geschichte
Die Familie, die ursprünglich von Schleswig nach Schlesien gekommen war, gehörte zu den ältesten und vornehmsten schlesischen Adelsgeschlechtern. Die Herren von Axleben führten zunächst den Namen Magnus und nahmen den Beinamen und späteren Familiennamen nach ihrem Schloss Axleben in der Nähe von Hadersleben im Herzogtum Schleswig an, das angeblich von König Waldemar I. in der zweiten Hälfte des 12. Jahrhunderts zerstört wurde. Der Überlieferung nach soll sich 1039 Magnus von Axleben im Kampf gegen die Ungarn ausgezeichnet haben. Kaiser Heinrich III. erhob ihn zur Belohnung in den Grafenstand. Sein Sohn kam als Gefolgsmann der Tochter des Kaisers Judith von Ungarn, Gemahlin Herzog Władysław I. nach Polen, wo er als Statthalter von Breslau diente.
Das Geschlecht erscheint urkundlich erstmals am 25. Juni 1293 mit Simon de Axlem in Schlesien. Die Familie besaß im Herzogtum Liegnitz unter anderem die Stammgüter Fauljoppe und Krummlinde, von wo aus sie sich weiter ausbreitete. Die sichere Stammreihe beginnt mit Hans von Axleben gen. von Magnus, 1444 Landeshauptmann bzw. herzoglicher Hofrichter von Liegnitz. 1441 tritt er als Besitzer von Kaltwasser auf. Um 1461 bekleidete sein gleichnamiger Sohn Hans Axleben, Magnus genannt, auf Fauljoppe und Krummlinde das Amt des Landeshauptmanns, sowie 1504/05 Christoph von Axleben und Fauljoppe. 1590 fungierte Leonhard von Axleben, der durch seine Schriften vom Schlesischen Ritterrechte und Wappenursprung bekannt wurde, als Hofrichter von Wohlau. 1650 erscheint Hans George von Axleben als Landesältester des Fürstentums Münsterberg.

## Besitzungen (Auswahl)
- Adelsdorf
- Altschönau
- Brauchitschdorf
- Fauljoppe[2]
- Fehebeutel
- Gräschine
- Guttmannsdorf
- Kaltwasser[3]
- Kattenborn
- Krummlinde[4]
- Langenwaldau
- Liebichau
- Lobendau
- Neusorge
- Petersdorf
- Reichen
- Reisicht
- Sacherwitz
- Schreibendorf
- Thomaswaldau
- Wammen
- Wiltsch
- Wolfshayn

## Wappen
Blasonierung: Im Silber drei schrägrechts übereinander gestellte schwarze Kesselhaken. Auf dem gekrönten Helm mit schwarz–silbernen Decken eine grüne Lindenstaude mit goldenen Blüten.
Varianten des Wappens in Siebmachers Wappenbüchern

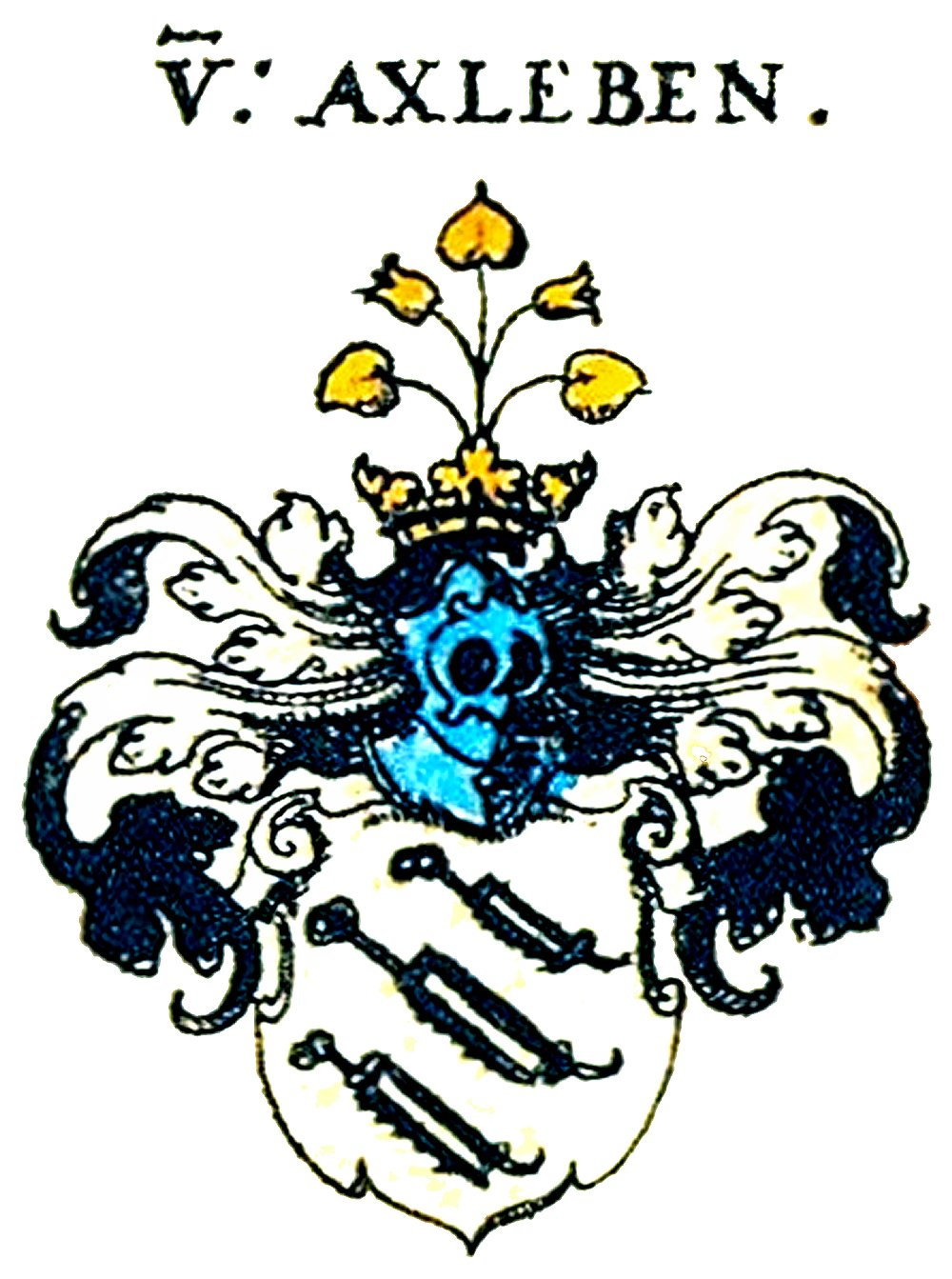
1605
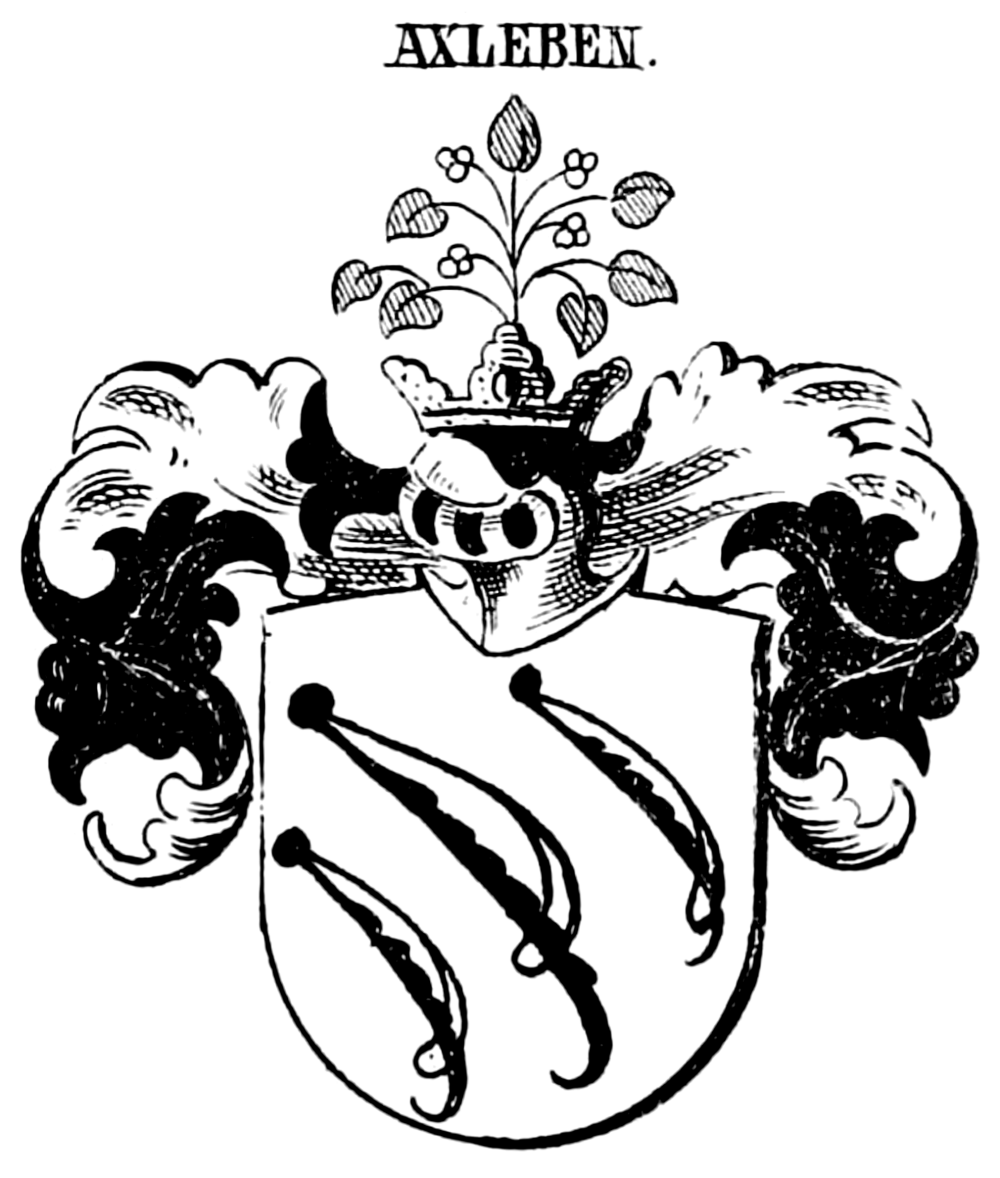
1878
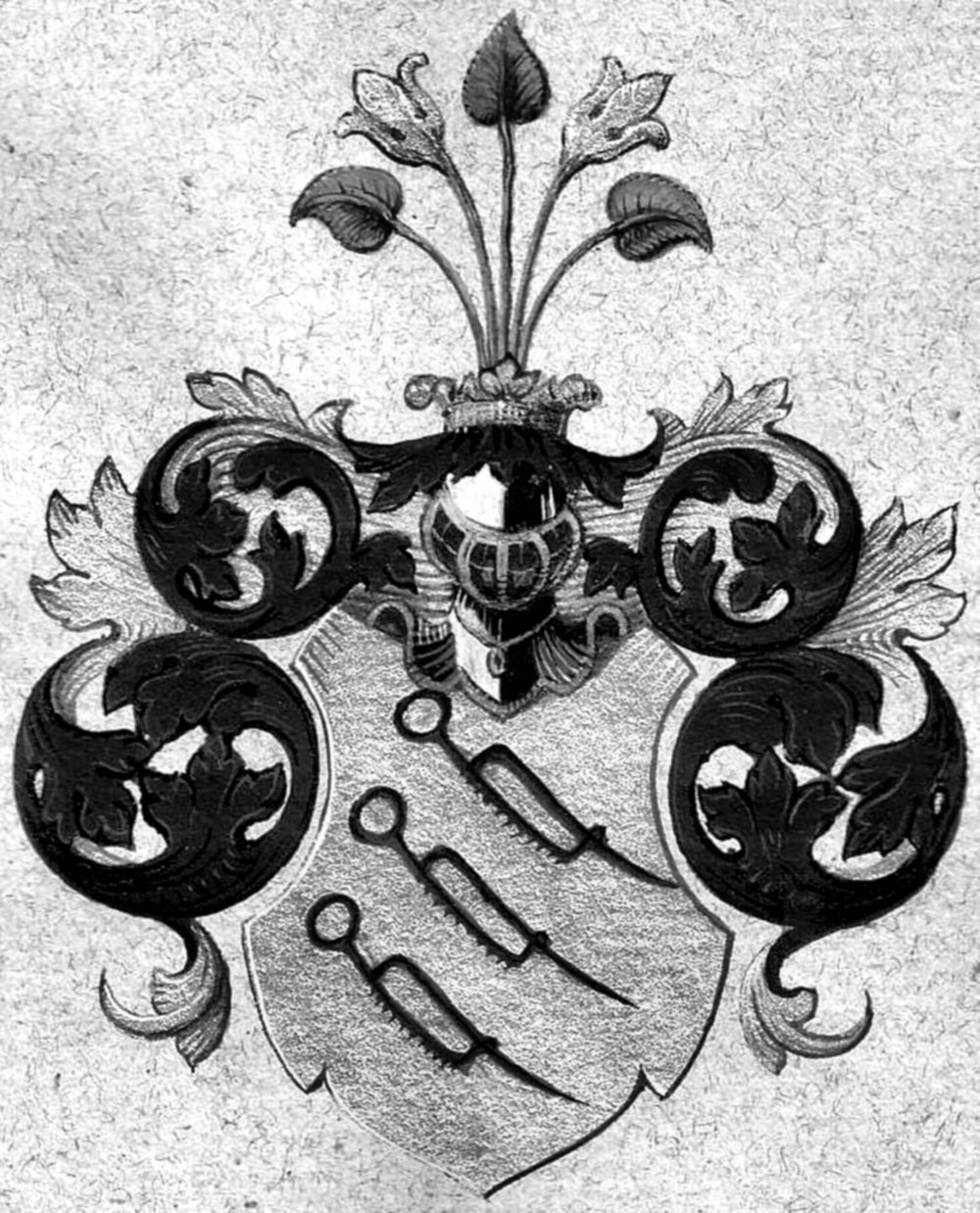
ca. 1890
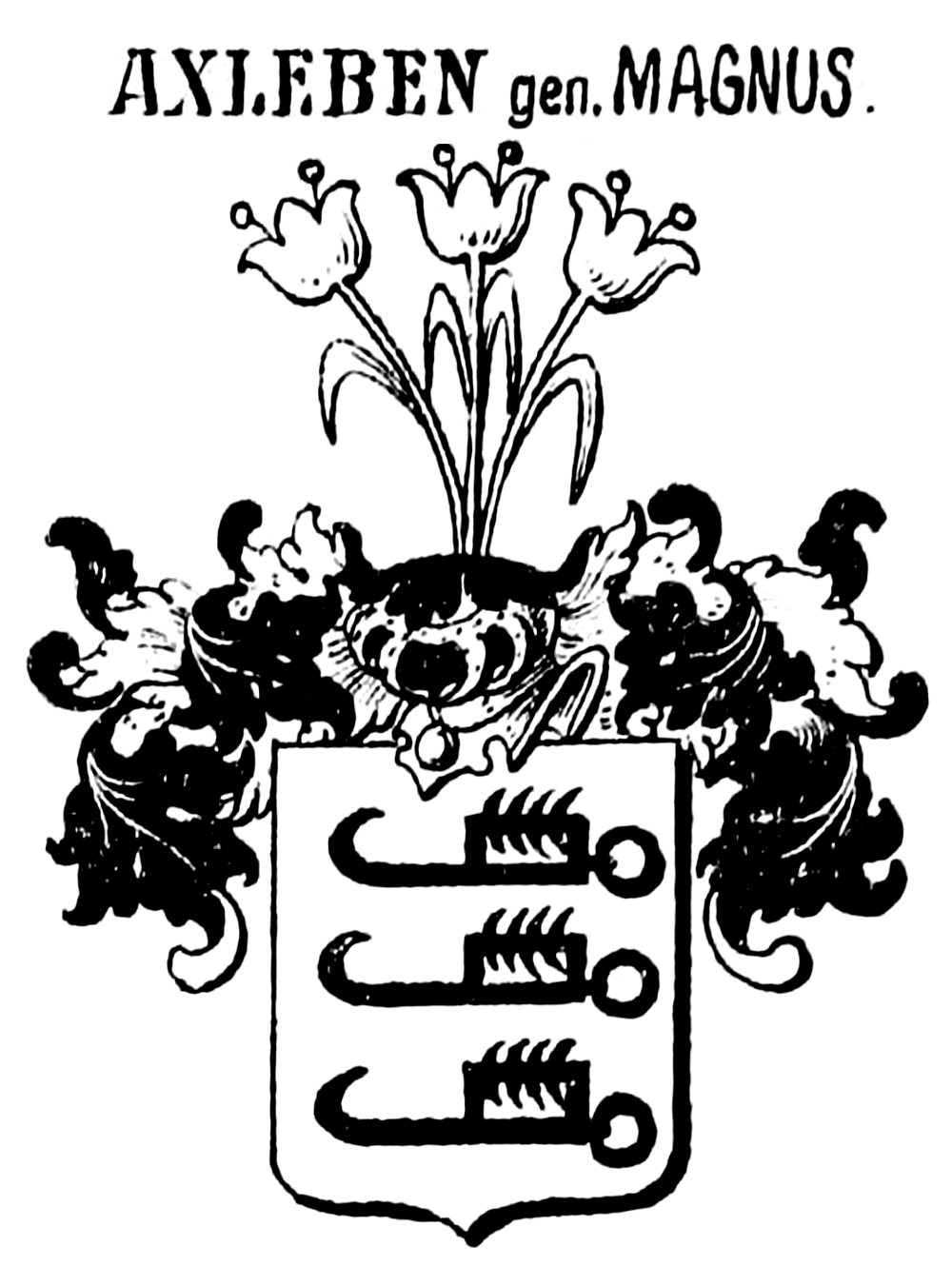
1906

## Genealogie (Auswahl)
1. Hans von Axleben zu Fauljoppe, 1444 Landeshauptmann von Liegnitz
  1. Hans von Axleben zu Fauljoppe und Krummlinde, 1474 Landeshauptmann von Liegnitz
    1. Christoph von Axleben und Fauljoppe 1504/05 Landeshauptmann von Liegnitz
    2. Sigismund von Axleben und Fauljoppe zu Kaltwasser
      1. Sigismund von Axleben († 1573), ⚭ Barbara von Schaffgotsch
        1. Hans von Axleben zu Kaltwasser, ⚭ Barbara von Berg zu Hermsdorf
          1. Sigismund von Axleben, starb kinderlos

    3. Nicol von Axleben zu Fauljoppe, Reichen und Kaltwasser, 1507 Landeshauptmann von Liegnitz
      1. Nicol von Axleben zu Fauljoppe und Reichen, erw. 1511/14
        1. Nicol von Axleben zu Fauljoppe und Groß-Reichen, ⚭ 1538 Margaretha von Brauchitsch
          1. Wenzel von Axleben zu Groß-Reichen und Guttmannsdorf
            1. Wenzel von Axleben auf Groß-Reichen († 1598), ⚭ 1592 Margaretha von Brauchitsch

        2. Barthel Axleben von Reichen zu Reisicht, erw. 1547
        3. Balthasar Axleben von Reichen zu Reisicht, erw. 1540/59, ⚭ Judith von Bock und Guttmannsdorf
          1. Balthasar von Axleben auf Reichen, 1592 Regierungsrat von Liegnitz
          2. Bernhard von Axleben zu Hermsdorf

        4. Wenzel Axleben von Reichen
          1. Wenzel von Axleben zu Alt-Schönau, erw. 1583/85
          2. Ulrich von Axleben zu Kattenborn, erw. 1586

      2. Christoph Axleben von Reichen auf Herzogswalde, erw. 1511, ⚭ NN von Kalckreut und Jäschau
        1. Christoph von Axleben auf Herzogwalde, lebte 1571, ⚭ NN von Falkenhayn
          1. Melchior von Axleben auf Giersdorf und Lobendau, erw. 1573/1600, ⚭ Catharina von Stosch
            1. Hans George von Axleben auf Giersdorf, Lobendau und Wiltsch, Landesältester von Liegnitz, ⚭ Barbara von Schweinitz
              1. Melchior Friedrich von Axleben zu Lobendau
              2. Hans George von Axleben zu Giersdorf

    4. Hans von Axleben zu Langenwaldau, erw. 1511/19
      1. Heinrich von Axleben zu Langenwaldau, 1559 Landeshauptmann von Liegnitz